# Station Moston
Moston is een spoorwegstation van National Rail in Moston, Manchester in Engeland. Het station is eigendom van Network Rail en wordt beheerd door Northern Rail. 